# Michelle Donelan

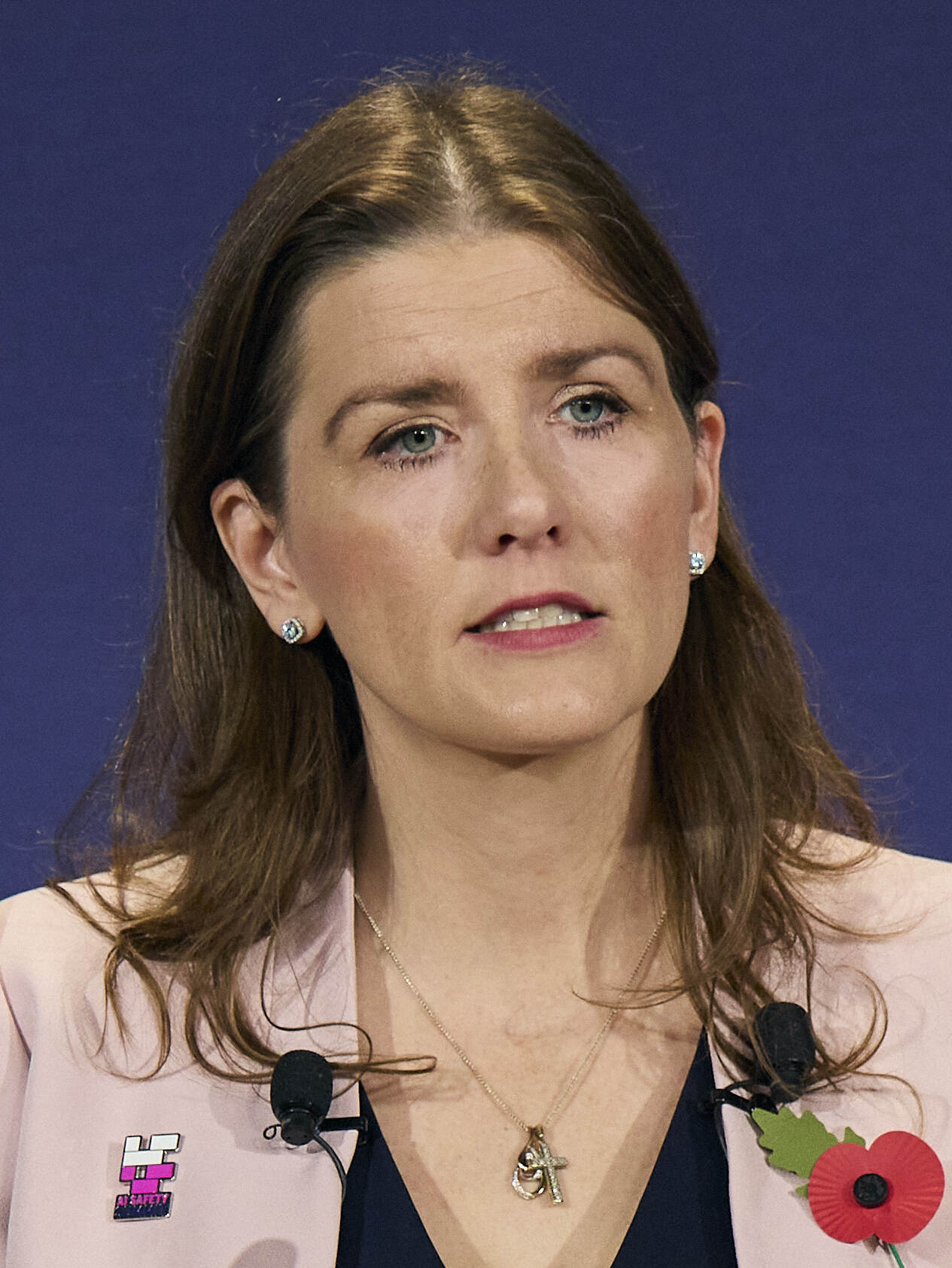
Michelle Donelan

Michelle Emma May Elizabeth Donelan, PC (* 8. April 1984) ist eine britische Politikerin der Conservative Party, die seit 2015 Mitglied des Unterhauses (House of Commons) ist und verschiedene Regierungsämter bekleidete. Im Kabinett Truss war sie vom 6. September bis 25. Oktober 2022 Ministerin für Digitales, Kultur, Medien und Sport und bekleidete dieses Ministeramt seit dem 25. Oktober 2022 auch im Kabinett Sunak. Seit dem 7. Februar 2023 bis 5. Juli 2024 war sie Ministerin für Wissenschaft, Technologie und Innovation. 

## Leben und Karriere
Michelle Emma May Elizabeth Donelan wuchs in Whitley und war bereits 1999 als Schülerin im Alter von 15 Jahren Sprecherin auf dem Parteitag der Conservative Party in Blackpool. Nach dem Besuch der County High School in Leftwich absolvierte sie ein Studium der Geschichte und Politikwissenschaften an der University of York, das sie mit einem Bachelor of Arts (B.A. History and Politics) beendete. Im Anschluss war sie für Marketingunternehmen für die Frauenzeitschrift Marie Claire sowie die World Wrestling Entertainment Inc. WWE tätig. Bei den Unterhauswahlen am 6. Mai 2010 bewarb sie sich für die konservativen Tories im Wahlkreis Wentworth and Dearne, unterlag dort allerdings dem Wahlkreisinhaber John Healey von der Labour Party deutlich mit 7.396 Stimmen (17,6 Prozent) zu 21.316 (50,6 Prozent). 
Bei der darauffolgenden Unterhauswahl am 7. Mai 2015 wurde sie für die konservativen Tories im Wahlkreis Chippenham erstmals zum Mitglied des Unterhauses (House of Commons) gewählt und bei den Unterhauswahlen am 8. Juni 2017 und 12. Dezember 2019 jeweils wiedergewählt. Zu Beginn ihrer Parlamentszugehörigkeit engagierte sie sich in verschiedenen Ausschüssen und war zwischen dem 6. Juli 2015 und dem 3. Mai 2017 Mitglied des Bildungsausschusses (Education Committee) sowie zugleich vom 15. November 2015 bis zum 3. Mai 2017 Mitglied des Unterausschusses für Bildung, Fähigkeiten und die Wirtschaft (Education, Skills and the Economy Sub-Committee). Sie war ferner zwischen dem 11. September 2017 und dem 6. November 2019 Mitglied des Petitionsausschusses (Petitions Committee) sowie zugleich vom 11. September 2017 bis zum 22. Oktober 2018 auch wieder Mitglied des Bildungsausschusses.
Am 26. Juli 2018 übernahm Michelle Donelan im zweiten Kabinett May ihr erstes Regierungsamt und war bis zum 29. Juli 2019 als Assistant Whip stellvertretende Parlamentarische Geschäftsführerin der Fraktion der Conservative Party. Im darauffolgenden ersten Kabinett sowie im zweiten Kabinett Boris Johnson war sie vom 29. Juli 2019 bis zum 13. Februar 2020 Whip und Lordkommissarin des Schatzamtes (Lord Commissioner of the Treasury) sowie in Personalunion zwischen dem 4. September 2019 und dem 13. Februar 2020 Parlamentarische Unterstaatssekretärin im Bildungsministerium (Parliamentary Under-Secretary, Department for Education). Im Zuge der Kabinettsumbildung am 13. Februar 2020 wurde sie Staatsministerin für Bildung im Bildungsministerium (Minister of State (Education), Department for Education) sowie im Rahmen einer weiteren Kabinettsumbildung am 15. September 2021 Staatsministerin für Hochschulbildung und weitere Bildung im Bildungsministerium (Minister of State (Higher and Further Education), Department for Education). Dieses Amt behielt sie bis zum 5. Juli 2022 und war seit dem 7. September 2021 zuständig für den Gesetzentwurf für Hochschulbildung und Redefreiheit (Higher Education (Freedom of Speech) Bill). Am 20. September 2021 wurde sie zum Mitglied des Geheimen Kronrates (Privy Council) berufen.
Am 5. Juli 2022 übernahm Michelle Donelan als Nachfolgerin von Nadhim Zahawi das Amt als Bildungsministerin (Secretary of State for Education) im zweiten Kabinett von Premierminister Boris Johnson. Bereits zwei Tage später trat sie von diesem Ministeramt zurück und wurde daraufhin am 7. Juli 2022 von James Cleverly abgelöst. Im Kabinett Truss war sie vom 6. September bis 25. Oktober 2022 Ministerin für Digitales, Kultur, Medien und Sport (Secretary of State for Digital, Culture, Media and Sport) und bekleidet dieses Ministeramt seit dem 25. Oktober 2022 auch im Kabinett Sunak.
Am 30. Oktober 2023 entließ Sunak ihren parlamentarischen Privatsekretär Paul Bristow, nachdem dieser Sunak in einem Brief aufgefordert hatte, im Gaza-Krieg auf einen „dauerhaften Waffenstillstand (zu drängen, um) Leben zu retten und eine fortgesetzte Kolonne humanitärer Hilfe zu ermöglichen“.